# Ideologi
En ideologi är en uppsättning sammanhängande idéer om hur exempelvis ett samhälle ska organiseras och styras. Termen myntades under 1800-talet av den franske filosofen Antoine Destutt de Tracy.

## Överideologi
En överideologi är en ideologi som kan anpassas och inkorporeras i andra ideologier, så att de olika ideologierna delar samma överideologi, trots att de i övrigt kan ha motstridiga tankar och idéer. I västvärlden fungerade nationalismen som politisk överideologi under 1800-talet och fram till omkring mitten av 1900-talet. Från tiden efter andra världskriget har demokratin fungerat som den gemensamma politiska överideologin, som praktiskt taget alla politiska rörelser delar.

## Agrara ideologier
- Agrarianism
  - Nordisk agrarianism
- Ekohumanism
- Agrarpopulism

## Anarkistiska ideologier
- Anarkism
  - Anarkafeminism
  - Anarkokapitalism
  - Anarkopacifism
  - Grön anarkism
  - Individualanarkism
  - Kristen anarkism
  - Social anarkism
  - Syndikalism

## Feministiska ideologier
- Feminism
- Radikalfeminism
- Ekofeminism
- Anarkafeminism
- Liberalfeminism
- Särartsfeminism

## Gröna ideologier
- Ekologism
- Grön ideologi
- Ekofeminism
- Djupekologi
- Djurrätt
- Ekofascism

## Konservativa ideologier
- Konservatism
- Liberalkonservatism
- Nykonservatism
- Socialkonservatism
- Värdekonservatism

## Kristdemokratisk ideologi
- Kristdemokrati

## Liberala ideologier
- Liberalfeminism
- Liberalism
- Libertarianism
- Nyliberalism
- Socialliberalism
- Konservativ liberalism

## Nationalistiska ideologier
- Fascism
- Nationalism
- Nationalsocialism
- Nationalliberalism
- Nationalkonservatism
- Trumpism

## Nyandliga ideologier
- Holism

## Socialistiska ideologier
- Frihetlig socialism
  - Syndikalism
  - Social anarkism
  - Ekosocialism
- Kommunism
  - Maoism
  - Stalinism
  - Trotskism
  - Titoism
  - Kommunitarism
  - Marxism-leninism
- Reformistisk socialism
  - Demokratisk socialism
  - Socialdemokrati

## Andra "ideologier"
Förutom de ovan nämnda finns ett flertal ideologier eller pseudoideologier. Humanism, human-etik, transhumanism,  imperialism, kolonialism, internationalism, nationalism (som kan ingå i flera av de ovan nämnda), Juche, ny-hellenism, Utilitarism, vänsterliberalism, materialism, teknokapitalism, ekomodernism, vänsterlibertarianism, direktdemokrati, modernism med flera. Det finns också religiöst präglade ideologier såsom islamism och sionism. Utöver det så har även tankar om den politiska modernismen tillkommit på 2020-talet.

## Partiernas ideologier i Sverige
Riksdagspartiernas ideologier enligt partiprogrammen
- Centerpartiet - liberalism[6]
- Kristdemokraterna - kristdemokrati[7]
- Liberalerna - liberalism[8]
- Miljöpartiet de gröna - grön ideologi[9]
- Moderaterna - liberalkonservatism[10]
- Socialdemokraterna - socialdemokrati och demokratisk socialism[11]
- Sverigedemokraterna - socialkonservatism och nationalism.[12]
- Vänsterpartiet - socialism och feminism[13]

Andra partiers ideologier enligt partiprogrammen
- Alternativ för Sverige - Nationalkonservatism
- Direktdemokraterna - Flytande demokrati
- Feministiskt initiativ - feminism
- Klassiskt Liberala Partiet - nyliberalism, klassisk liberalism och liberalism.
- Kommunistiska Partiet - kommunism och marxism-leninism
- Medborgerlig samling - Liberalkonservatism
- Partiet Nyans - Identitetspolitik
- Piratpartiet - piratideologi, partiet anser sig stå utanför höger-vänster-skalan.
- Rättvisepartiet Socialisterna - socialism och trotskism
- Sveriges pensionärers intresseparti - Partiet betecknar sig som "tvärpolitiskt" och anser sig stå utanför höger-vänster-skalan.

## Ideologi enligt marxismen
I marxistisk teori har ordet 'ideologi' en annan betydelse - det syftar där på en icke-materialistisk, ovetenskaplig världsåskådning. Se även falskt medvetande.

## Andra ideologiska frågor
Vissa ideologiska frågor är inte kopplade till de politiska ismerna utan hänger snarare samman med ett lands historia och politiska kultur. Exempel på sådana frågor är frågan om statsskick. De två vanligaste statsskicken är republik och monarki. En annan sådan fråga är statens grad av centralisering eller decentralisering. Beroende på graden av centralstyre kan en stat karakteriseras som enhetsstat eller federation.